# Space Invaders
Space Invaders là một trò chơi shoot 'em up trò chơi điện tử arcade được phát triển và phát hành bởi Taito tại Nhật Bản vào năm 1978, và được cấp phép cho Midway Manufacturing để phân phối ở nước ngoài. Thường được coi là một trong những trò chơi video có ảnh hưởng nhất trong lịch sử, Space Invaders là trò chơi bắn súng cố định đầu tiên và đặt ra khuôn mẫu cho thể loại này. Mục tiêu của người chơi là đánh bại từng đợt người ngoài hành tinh đang lao xuống bằng cách di chuyển laser theo chiều ngang để kiếm được nhiều điểm nhất có thể.
Nhà thiết kế Tomohiro Nishikado đã lấy cảm hứng từ các trò chơi bắn súng mục tiêu Bắc Mỹ như Breakout (1976) và Gun Fight (1975), cũng như các câu chuyện khoa học viễn tưởng như cuốn tiểu thuyết The War of the Worlds (1897), bộ anime Space Battleship Yamato (1974), và bộ phim Star Wars (1977). Để hoàn thiện quá trình phát triển, anh phải thiết kế phần cứng tùy chỉnh và công cụ phát triển. Ngay sau khi ra mắt, Space Invaders đã ngay lập tức đạt được thành công thương mại; đến năm 1982, nó đã có doanh thu 3.8 tỷ đô la Mỹ (tương đương với 113 tỷ đô la Mỹ khi điều chỉnh theo chỉ số 2022), với lợi nhuận ròng là 450 triệu đô la Mỹ (tương đương với 1.333,5 tỷ đô la Mỹ theo chỉ số 2022). Điều này khiến nó trở thành trò chơi video bán chạy nhất và sản phẩm giải trí có doanh thu cao nhất vào thời điểm đó, và cũng là trò chơi video có doanh thu cao nhất mọi thời đại.
Space Invaders được coi là một trong những trò chơi video có ảnh hưởng nhất mọi thời đại. Nó mở đầu cho thời kỳ thời đại vàng của trò chơi điện tử arcade. Nó là nguồn cảm hứng cho nhiều trò chơi điện tử và nhà thiết kế trò chơi thuộc nhiều thể loại khác nhau, và đã được chuyển đổi và phát hành lại dưới nhiều hình thức khác nhau. Phiên bản trên Atari VCS năm 1980 đã làm tăng gấp bốn lần doanh số bán của VCS, trở thành ứng dụng giết chết đầu tiên cho console trò chơi điện tử. Phổ quát hơn, hình ảnh người ngoài hành tinh pixel đã trở thành biểu tượng văn hóa pop, thường được hiểu là biểu tượng của trò chơi video tổng thể.

## Gameplay

The player-controlled laser cannon shoots the aliens as they descend.

Space Invaders là một trò chơi fixed shooter trong đó người chơi di chuyển một laser cannon theo chiều ngang dọc dưới cùng màn hình và bắn vào những người ngoài hành tinh ở phía trên. Những người ngoài hành tinh ban đầu xuất hiện dưới dạng năm hàng mười một, di chuyển qua lại như một nhóm, và dịch chuyển xuống mỗi khi chúng đến mép màn hình. Mục tiêu là loại bỏ tất cả những người ngoài hành tinh bằng cách bắn chúng. Trò chơi kết thúc ngay lập tức nếu những người xâm lược đạt được đến đáy màn hình. Những người ngoài hành tinh cố gắng phá hủy pháo của người chơi bằng cách phóng các tia lửa. Pháo laser được bảo vệ một phần bởi những chiếc bunker phòng thủ tĩnh, gradually được phá hủy từ trên xuống bởi những người ngoài hành tinh và, nếu người chơi bắn khi ở dưới một trong chúng, phần dưới cũng bị phá hủy.
Khi những người ngoài hành tinh bị tiêu diệt, chuyển động của chúng và âm nhạc đồng thời tăng tốc. Việc tiêu diệt tất cả những người ngoài hành tinh đưa đến một làn sóng khác bắt đầu ở phía thấp hơn, một vòng lặp có thể tiếp tục vô tận. Một "tàu bí ẩn" đặc biệt sẽ đôi khi di chuyển qua phía trên màn hình và trao điểm thưởng nếu bị phá hủy.

## Phát triển
Space Invaders được phát triển bởi nhà thiết kế người Nhật Bản Tomohiro Nishikado, người đã dành một năm để thiết kế và phát triển phần cứng cần thiết để sản xuất nó. Trò chơi là một phản ứng với trò chơi arcade Breakout (1976) của Atari. Nishikado muốn chuyển đổi cùng một cảm giác thành tựu và căng thẳng từ việc phá hủy mục tiêu một cách từng bước, kết hợp nó với các yếu tố của các trò chơi bắn bắn súng. Trò chơi sử dụng một bố cục tương tự như Breakout nhưng với cơ chế trò chơi khác; thay vì đánh một quả bóng để tấn công các đối tượng tĩnh, người chơi được cấp quyền bắn đạn vào kẻ thù đang di chuyển.
Nishikado đã thêm vào một số yếu tố tương tác mà ông thấy thiếu sót trong các trò chơi video trước đó, như khả năng của kẻ thù phản ứng với sự di chuyển và phản lực lại, cùng với một game over được kích hoạt bởi việc kẻ thù giết chết người chơi (entweder bằng cách bị trúng hoặc kẻ thù đạt đến đáy màn hình) thay vì chỉ là một bộ hẹn giờ hết giờ. Ông thay thế bộ hẹn giờ, phổ biến trong các trò chơi arcade vào thời điểm đó, bằng những người ngoài hành tinh đang giảm dần và có tác dụng tương tự, nơi gần họ đến, thời gian còn lại của người chơi càng ít.
Thiết kế kẻ thù ban đầu bao gồm xe tăng, máy bay chiến đấu và tàu chiến. Tuy nhiên, Nishikado không hài lòng với cách chúng di chuyển; các hạn chế kỹ thuật làm cho việc mô phỏng chuyến bay trở nên khó khăn. Con người sẽ dễ mô phỏng hơn, nhưng nhà thiết kế coi việc bắn họ là không đạo đức. Sau khi chứng kiến sự ra mắt của bộ anime Space Battleship Yamato năm 1974 tại Nhật Bản, và đọc một bài viết về Star Wars (1977), ông nghĩ đến việc sử dụng một chủ đề vũ trụ. Nishikado lấy cảm hứng cho những người ngoài hành tinh từ một tiểu thuyết của H. G. Wells, The War of the Worlds, và tạo ra các hình ảnh bitmap ban đầu sau những con người ngoài hành tinh giống như bạch tuộc. Thiết kế của những người ngoài hành tinh khác được mô phỏng theo mực và cua. Trò chơi ban đầu có tên là Space Monsters theo một bài hát phổ biến ở Nhật Bản vào thời điểm đó sau đó đã được đổi thành Space Invaders bởi cấp trên của nhà thiết kế.